# Dudnykove (Oblast' di Poltava)
Dudnikove (in ucraino Дудникове?, in russo Дудниково?, Dudnikovo) è un villaggio dell'Ucraina orientale nell'Oblast' di Poltava.